# کاماس (واشینگتن)
کاماس (به انگلیسی: Camas) شهری در شهرستان کلارک، ایالت واشنگتن است که در سرشماری سال ۲۰۱۰ میلادی، ۱۹۳۵۵ نفر جمعیت داشته است. 

## نگارخانه

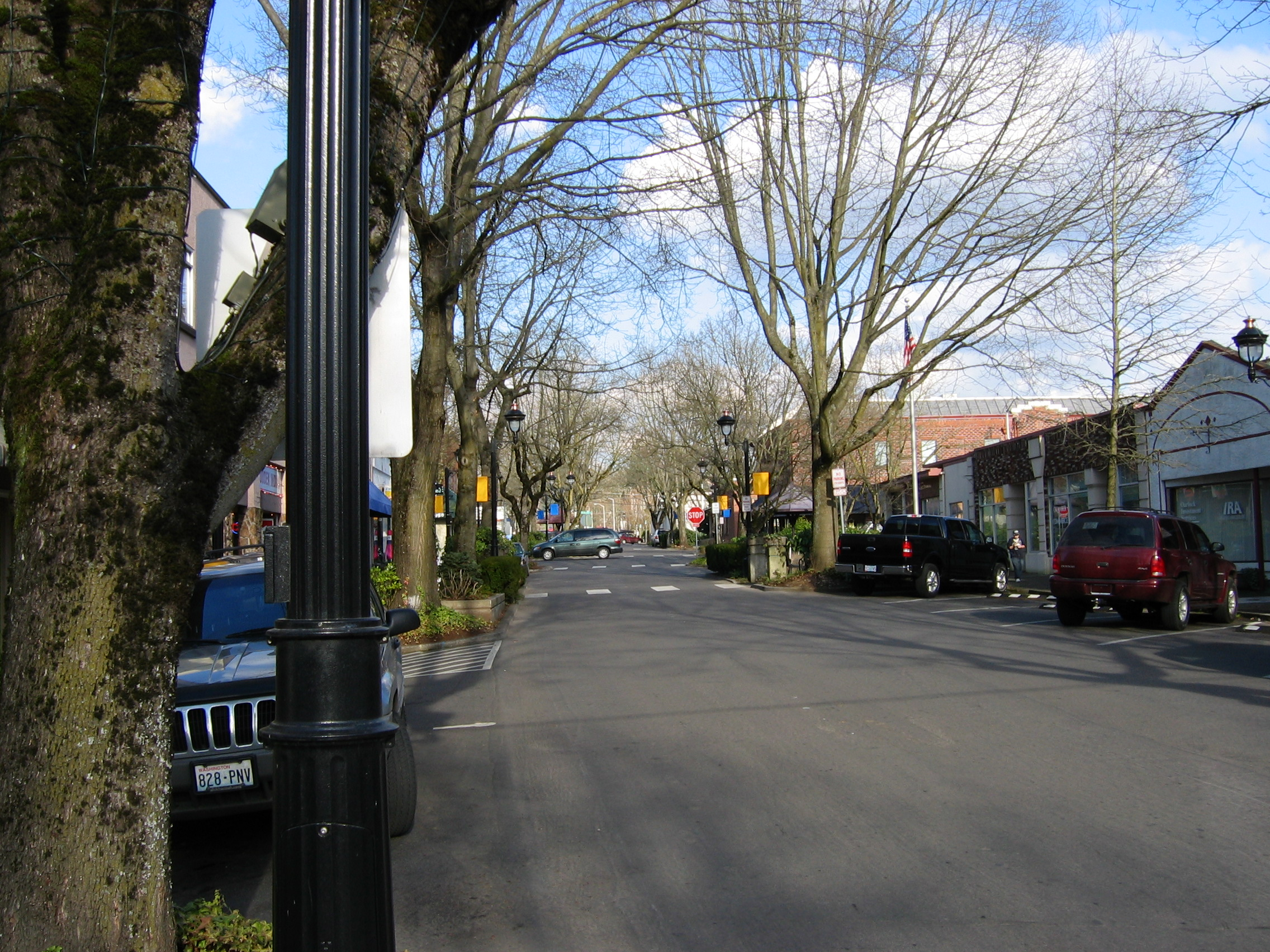
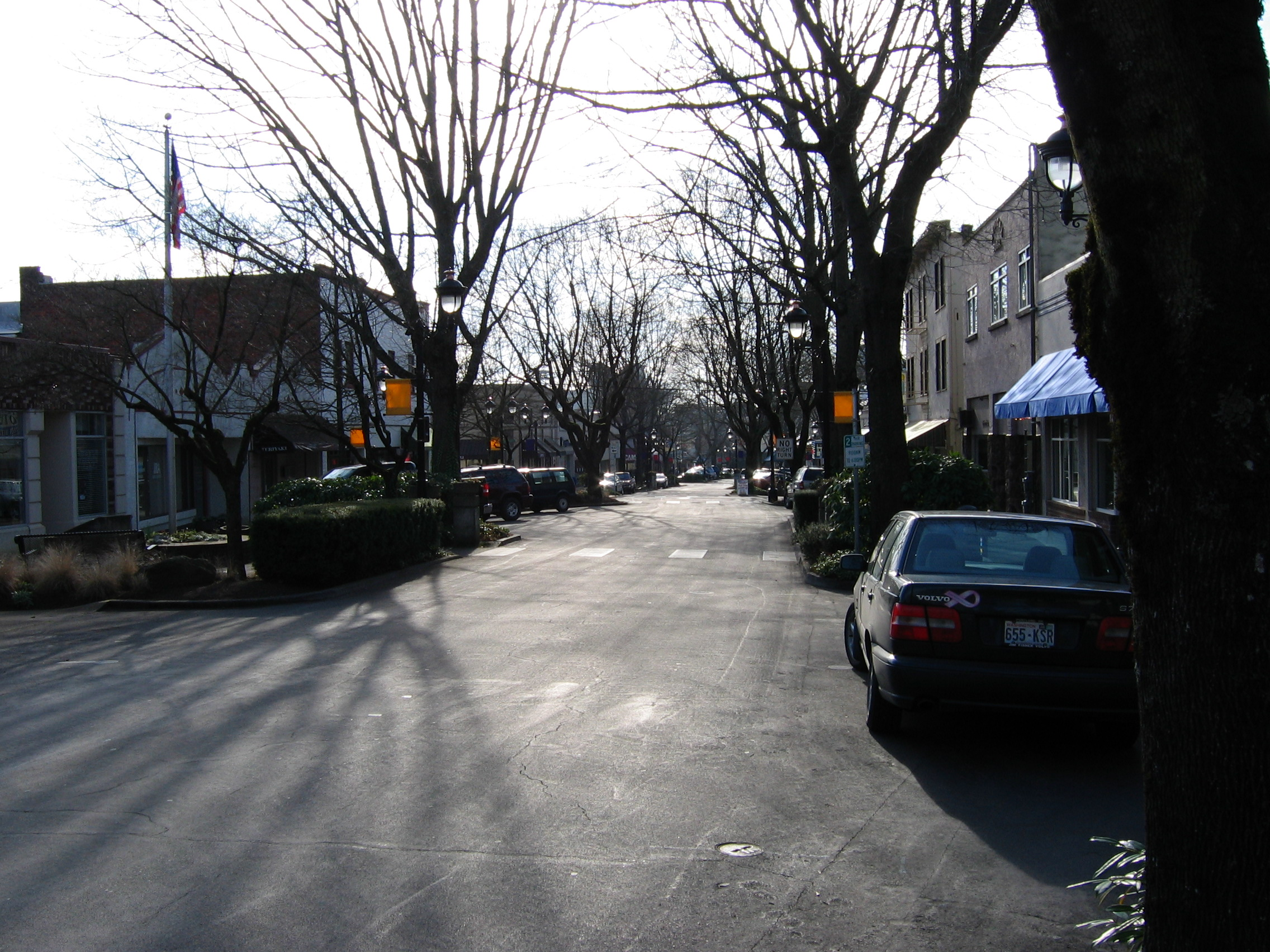
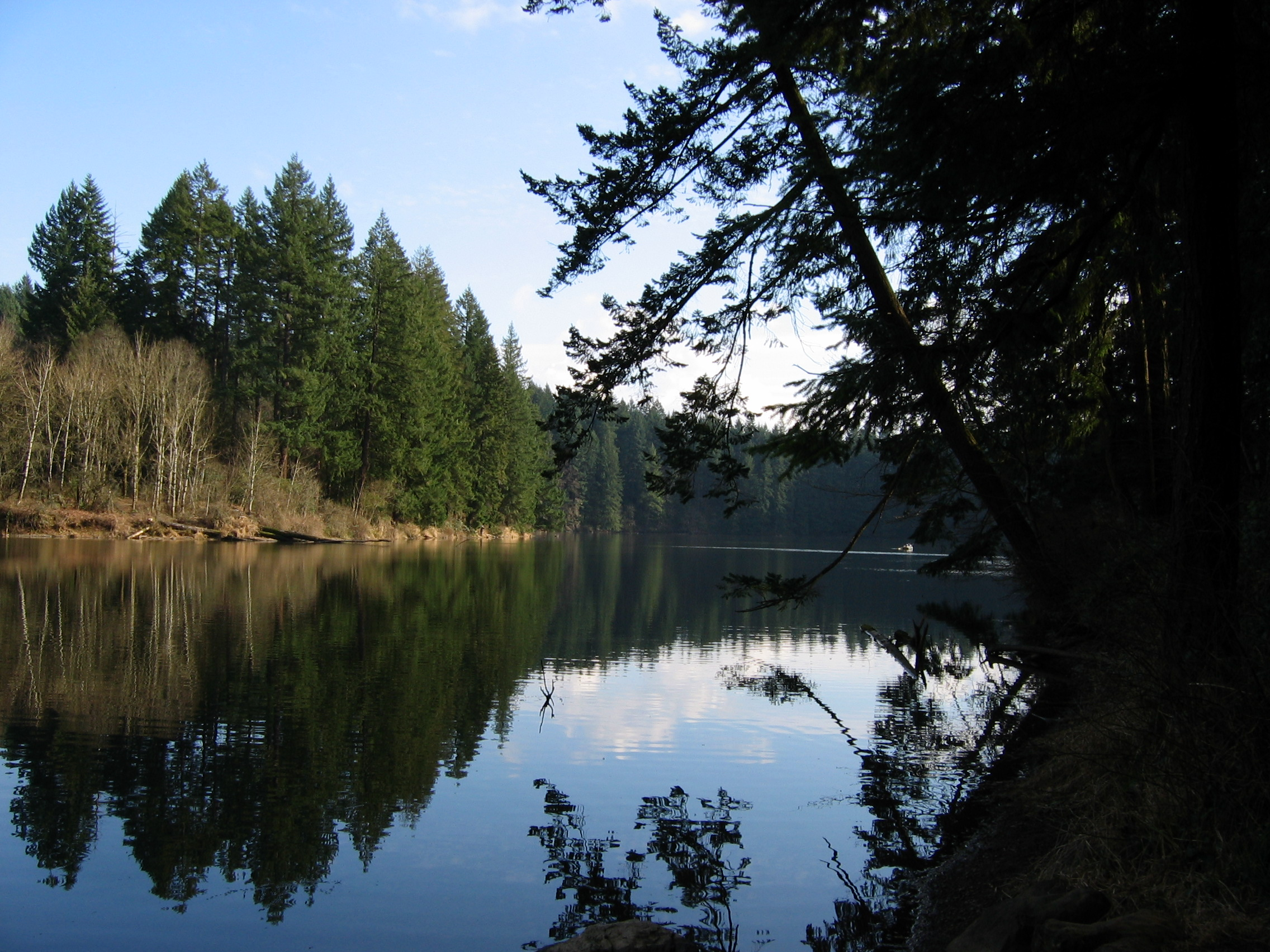
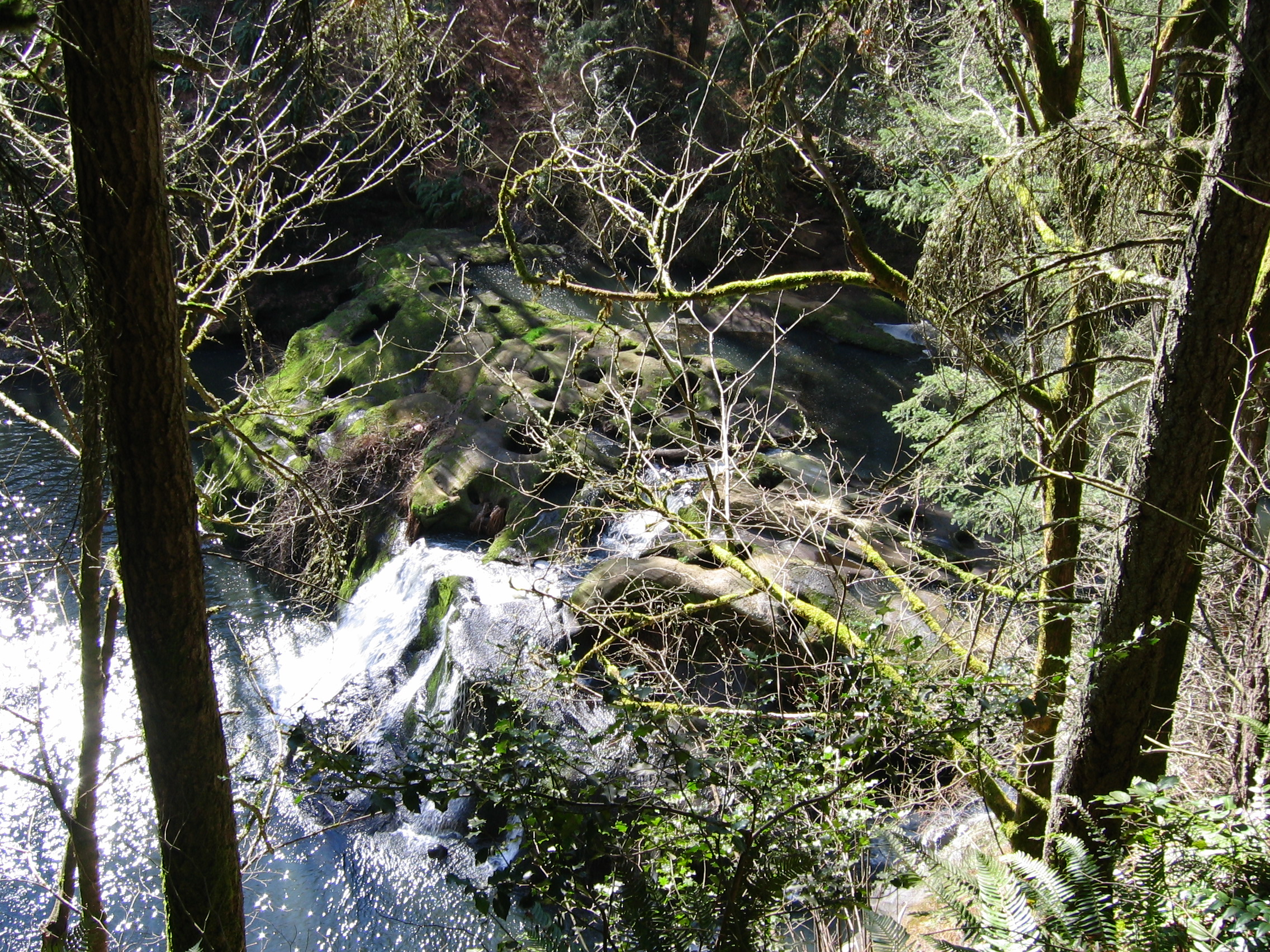
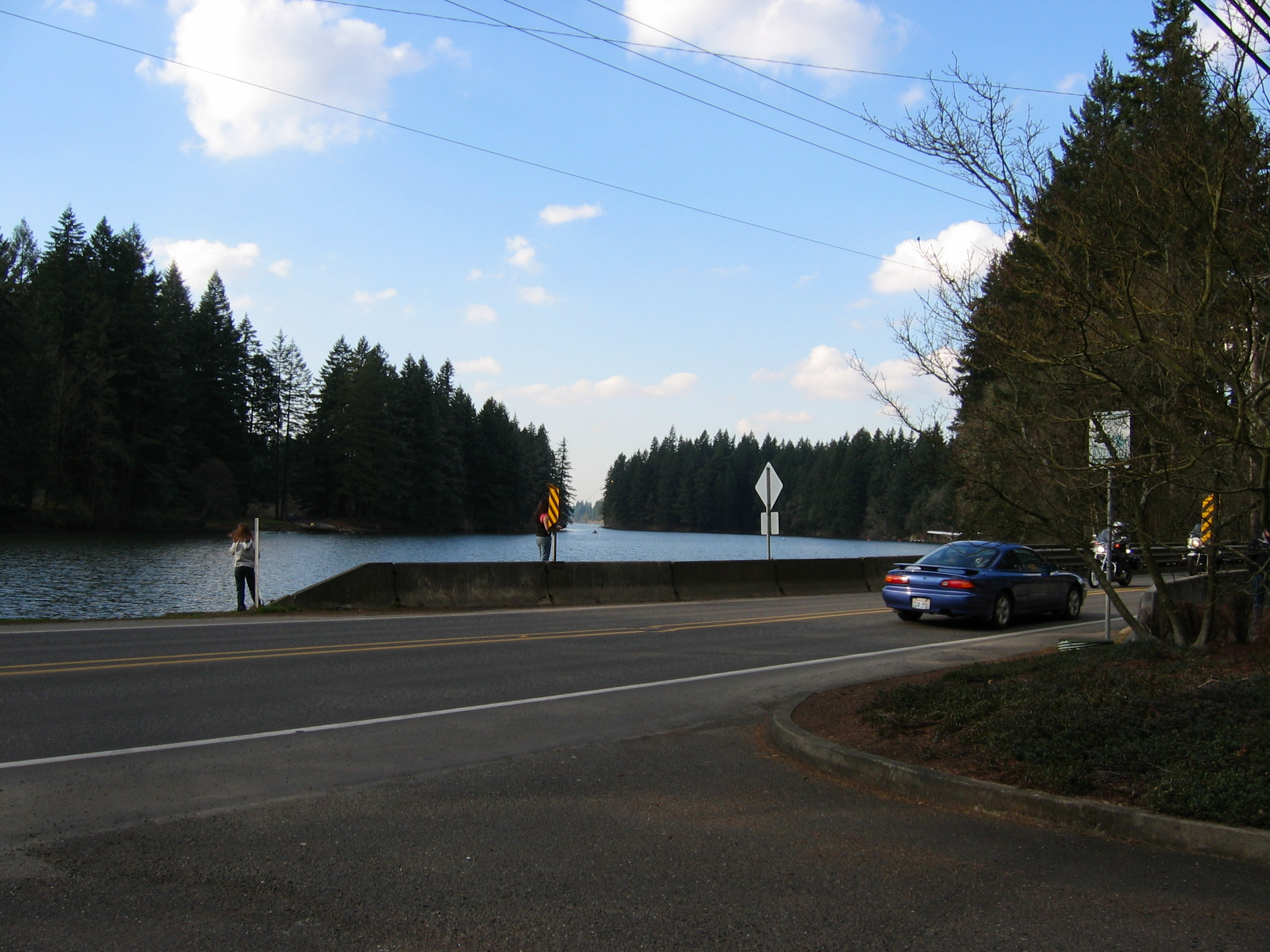
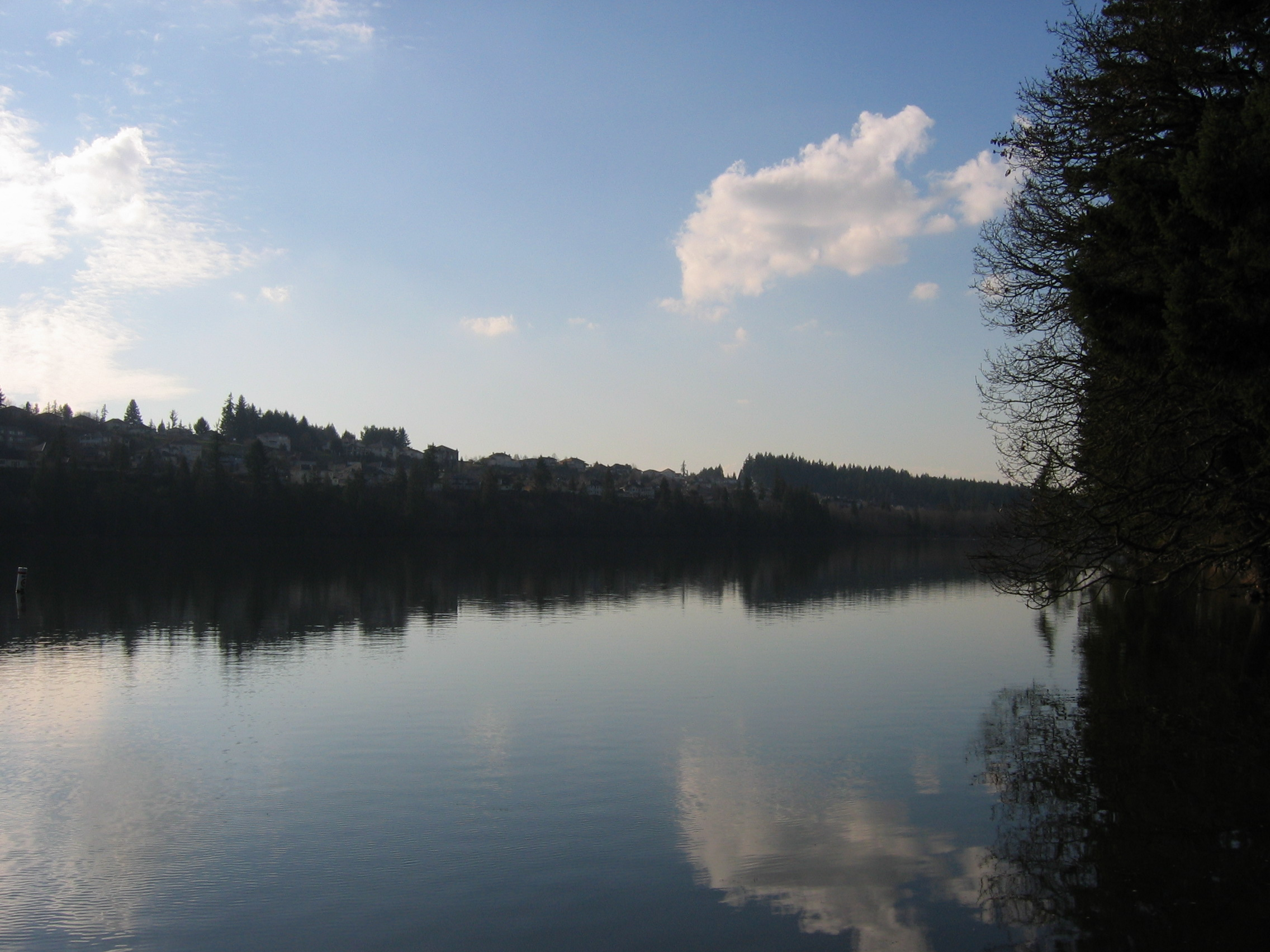